# Gasparite-(La)
La gasparite-(La) (simbolo IMA: Gsp-La) è un minerale molto raro del supergruppo della monazite all'interno del quale viene collocato nel gruppo della gasparite; appartiene alla famiglia dei "fosfati, arseniati e vanadati" e possiede composizione chimica La(AsO4).

## Etimologia e storia
Secondo l'attuale nomenclatura dei minerali delle terre rare, la gasparite-(La) deve il suo nome alla sua relazione con la gasparite-(Ce) e al suo lantanoide dominante (il lantanio). A sua volta la gasparite deve il proprio nome al collezionista di minerali di Crodo (Italia) Giovanni Gaspari.

## Classificazione
La gasparite-(La) è stata approvata dall'Associazione Mineralogica Internazionale (IMA) nel 2018, pertanto non viene elencata nella classica nona edizione della sistematica dei minerali di Strunz, che è stata aggiornata dall'IMA solo fino al 2009.
La gasparite-(La) compare nell'edizione successiva, proseguita dal database "mindat.org", dove si trova nella classe "8. Fosfati, arseniati, vanadati" e da lì nella sottoclasse "8.A Fosfati, ecc. senza anioni aggiuntivi, senza H2O"; questa viene più finemente suddivisa in base alla dimensione dei cationi coinvolti, in modo tale che la gasparite-(La) possa essere trovata nella sezione "8.AD Con soltanto cationi di grande dimensione" dove forma il sistema nº 8.AD.50 insieme a rooseveltite, monazite-(Sm), monazite-(Ce), monazite-(La), monazite-(Nd), gasparite-(Ce), cheralite e il nuovo minerale ancora senza nome UM2005-35-VO:CaFePSiTh.

## Abito cristallino
La gasparite-(La) cristallizza nel sistema monoclino nel gruppo spaziale P21/n con le costanti di reticolo a = 6,7646(4) Å, b = 7,2184(9) Å, c = 7,0040(4) Å e β = 104,51(1)°.

## Origine e giacitura
La gasparite-(La) è stata trovata associata a friedelite, jacobsite, pennantite, alleghanyite, sonolite, sarkinite, tilasite e retzian-(La), che sono tipicamente incorporati in venature di calcite-rodocrosite.
La gasparite-(La) è un minerale piuttosto raro ed è stato trovato solo in pochi siti sparsi per il mondo: la sua località tipo, il deposito "Ushkatyn nº 3 (48.26833°N 70.17861°E) nella regione di Ūlytau (Kazakistan); a Čaška (Macedonia del Nord); a Sørfold (Norvegia); Binn (in Svizzera); a Obernberg am Brenner (Tirolo) e Tweng (nel Salisburghese), entrambi in Austria.
In Italia la gasparite-(La) è stata trovata nella miniera di "Praborna" a Saint-Marcel (Val d'Aosta), nella miniera di "Cerchiara" a Borghetto di Vara (Liguria) e nella miniera di "Montaldo" a Montaldo di Mondovì (Piemonte).
Il campione tipo è conservato nelle collezioni del Museo Mineralogico, Dipartimento di Mineralogia, Università statale di San Pietroburgo con il numero di catalogo 19692.

## Forma in cui si presenta in natura
La gasparite-(La) forma minuscoli grani cubici con dimensioni fino a 15 μm di dimensione, oppure cristalli allungati fino a 2 mm di dimensione.
La gasparite-(La) è traslucida con lucentezza semimetallica; il colore del minerale è giallo.